# Paoay-Lake-Nationalpark
Der Paoay-Lake-Nationalpark liegt in der Provinz Ilocos Norte auf der Insel Luzon in den Philippinen. Der Nationalpark wurde am 11. Juni 1978 auf einer Fläche von 340 Hektar in der Großraumgemeinden Paoay rund um den Lake Paoay etabliert. Der Nationalpark liegt ca. 10 Kilometer südlich von Laoag City und kann über die Küstenstraße erreicht werden.
Der Lake Paoay hat eine Größe von 387,5 Hektar und an seinen Ufern liegen fünf Barangays. An seiner tiefsten Stelle ist der See ca. 7,5 m tief; durchschnittlich ist er 3–5 Meter tief.